# آخیم فودرر
آخیم فودرر (انگلیسی: Achim Pfuderer؛ زادهٔ ۲۹ نوامبر ۱۹۷۵) بازیکن فوتبال اهل آلمان است.
از باشگاه‌هایی که در آن بازی کرده‌است می‌توان به باشگاه فوتبال یونیون برلین، باشگاه فوتبال مونیخ ۱۸۶۰، باشگاه فوتبال دارمشتات ۹۸، و باشگاه والیبال اشتوتگارت فریدریشسهافن اشاره کرد.